# Arciconfraternita della Misericordia (Borgo San Lorenzo)

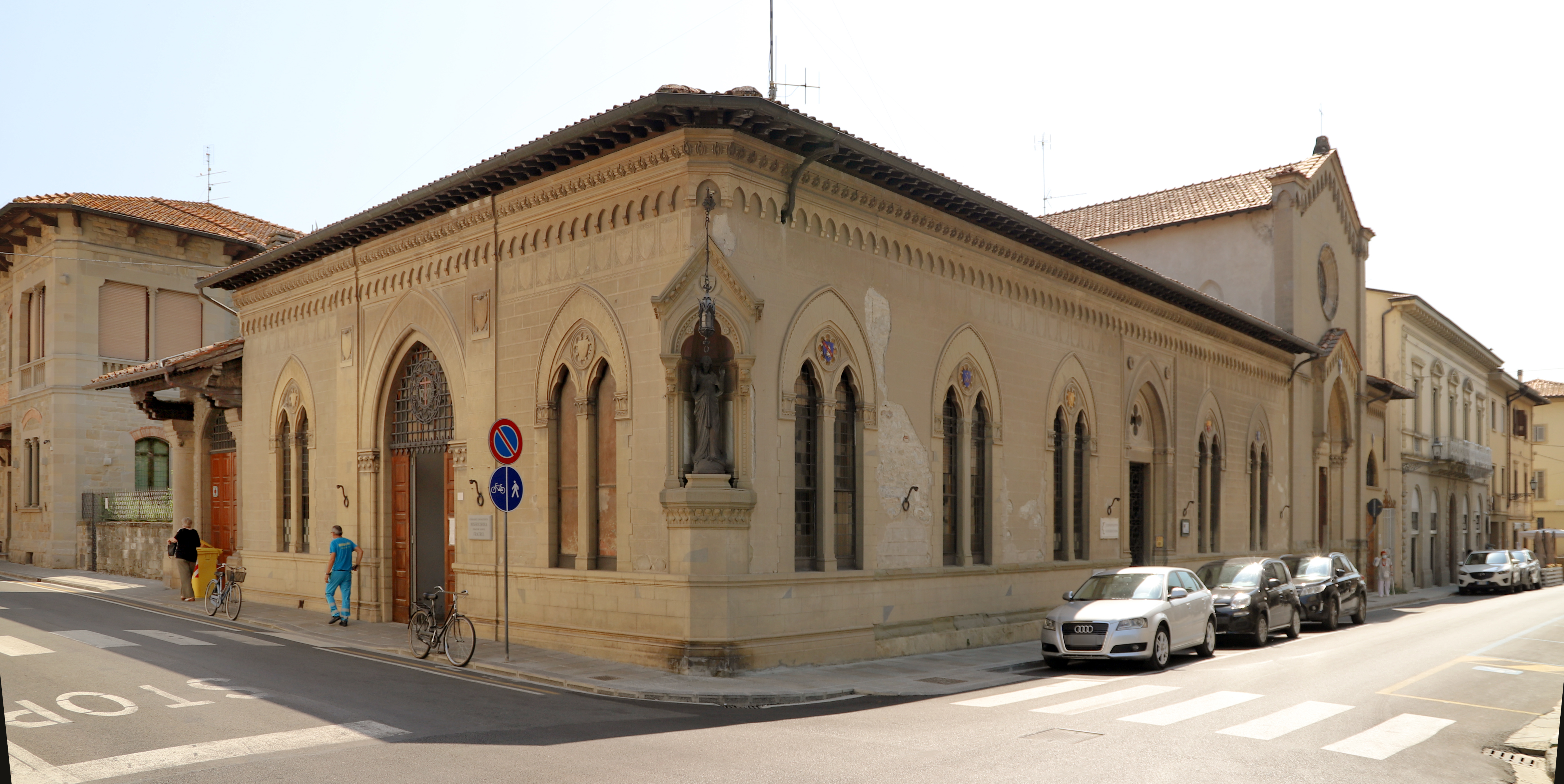
La Misericordia di Borgo San Lorenzo

L'Arciconfraternita della Misericordia è un'istituzione religiosa di Borgo San Lorenzo che ha sede in un edificio neogotico in via Roma 6, con oratorio in via Giotto 34.

## Storia
La confraternita si stabilì a Borgo San Lorenzo nel 1847, facendo in seguito costruire un'apposita sede che venne inaugurata nel 1904 su progetto dell’ingegnere Niccolò Niccolai. L'oratorio venne inaugurato nel 1908 su disegno dello stesso progettista, e decorato a titolo gratuito da Galileo e Pietro Chini, che lavoravano alla vicina manifattura delle Fornaci di San Lorenzo.
Nel 1930 vennero aggiunti gli archetti, il campanile dell'oratorio e gli stemmi ceramici su progetto complessivo di Severino Crott e decorazioni sovrintese da Pietro Chini.

## La sede

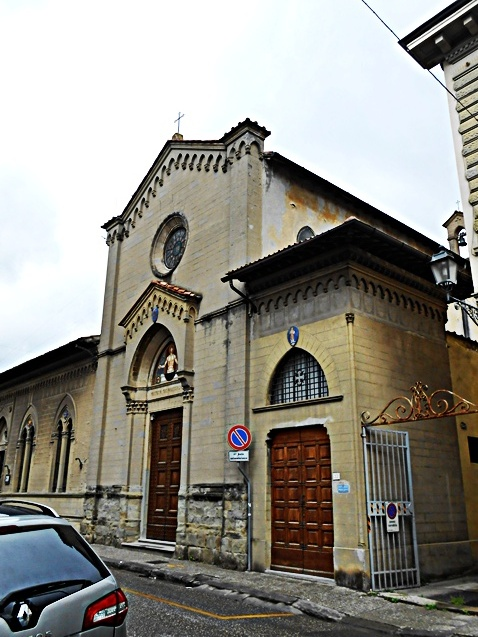
L'oratorio

L'oratorio di San Sebastiano è a navata unica, con abside semicircolare e facciata a capanna. Il portale neogotico è decorato dalla lunetta del Salvatore sorgente dal sepolcro (1908) disegnata da Galileo Chini e donata dai conti Pecori-Giraldi. La manifattura realizzò anche la vetrata nell'oculo, con cherubini e il simbolo della graticola di san Lorenzo, e le vetrate laterali con stemmi dei benefattori di cui oggi solo tre sono originali. Il portale ligneo fu disegnato da Dino Chini (1916).
La bussola in legno con vetrate di Dino Chini fu realizzata nel 1915. L'acquasantiera è probabilmente su disegno di Tito Chini, e risale agli anni venti o trenta del Novecento.
Alla prima fase risale anche il dipinto della Madonna sul Bambino di Galileo Chini (1908) nel catino absidale, di gusto neobizantino. Ai lati dell'altare si trovano le copie degli angeli reggicero di Luca della Robbia del Duomo di Firenze, realizzati in terracotta dalla Manifattura delle Fornaci di San Lorenzo entro il 1939.
Ai lati dell'altare maggiore, due nicchie sono decorate dai rilievi di San Giuseppe e della Madonna col Bambino e san Giovannino in terracotta, opere di gusto neorinascimentale della Manifattura Chini (1911). Alla stessa manifattura appartengono anche la statua di San Sebastiano. 
Il tabernacolo all'angolo della sede contiene una Madonna Immacolata in pietra, copia dell'originale in terracotta conservata all'interno dell'oratorio e opera del frate francescano P. Rossi (1930).